# José Francisco Arroyo
José Francisco Arroyo (Oiartzun, País Basc, 14 de gener de 1818 — Porto, Portugal, 20 de setembre de 1886) compositor de música, basc instal·lat a Portugal.
Entusiasta de la música italiana, les seves obres estan inspirades en aquella escola. Entre les seves nombroses composicions citarem:
- les òperes Francesca Bentivoglio (1846) i Bianca di Mauleon;
- el drama sacre San Gonzalo de Amarante;
- Himne de la Regeneració;
- Marxa fúnebre, dedicada a la memòria d'en Carles Albert de Savoia;
- cantata en honor de María II, i nombroses misses, cantates, etc.,. a més de 12 estudis per a flauta.

Deixà dos fills: Josep, professor i periodista, i João Arroio, crític d'art, compositor musical i enginyer.